# Лу Таньвэй
Лу Таньвэй (кит. 陆探微; сер. V века) — китайский художник.
Лу Таньвэя издревле причисляют к четырём отцам-основателям китайской живописи, наряду с Гу Кайчжи, Чжан Сэнъяо и У Даоцзы. Даты рождения и смерти его неизвестны. Разные исследователи приводят различные даты его жизни — 420—477 годы, 450—490 годы, — определяя период его наиболее активной работы 465—472 годами или с 460-х до начала VI века. Это был выдающийся мастер V века, который работал при дворе сунского императора Мин-ди (439—472), правившего в период Южных и Северных династий. Древние китайские источники сохранили множество упоминаний о его творчестве, однако до наших дней не дошло ни одного подлинного произведения художника.

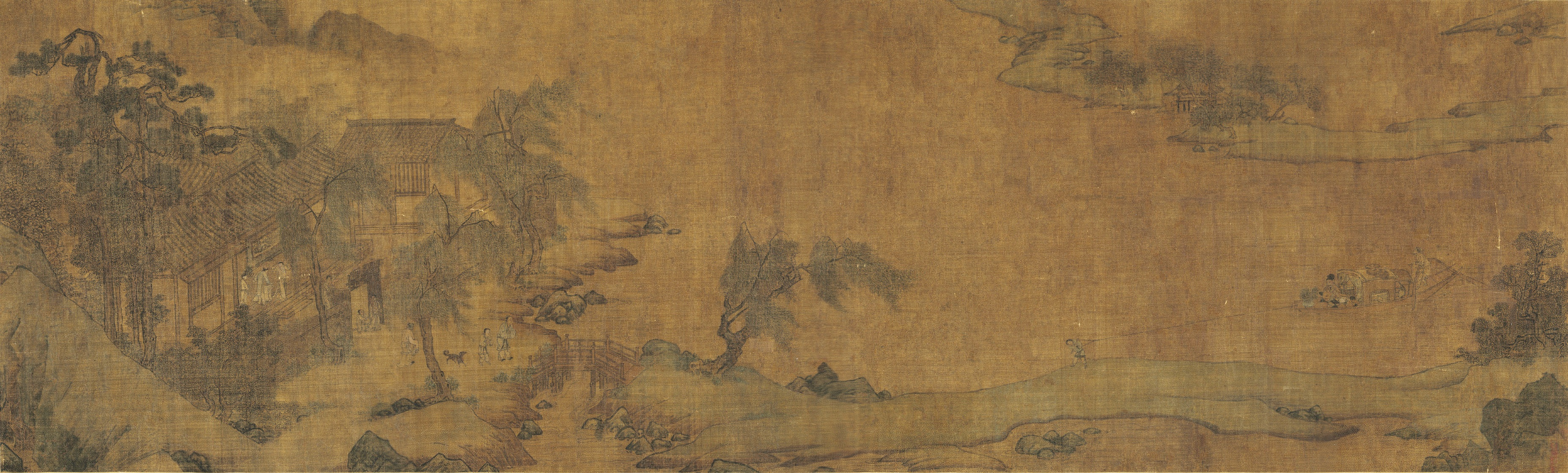
Приписывается Лу Таньвэю. «Возвращение домой». Копия периода Юань или Мин. Гугун, Тайбэй. На свитке изображён сюжет из поэмы Тао Юаньмина (365—427), посвящённый возвращению чиновника в родные края после ухода со службы. Картины с этим сюжетом создавались лучшими китайскими художниками на протяжении столетий. В данной версии, кроме общего дизайна, вряд ли что-то осталось от подлинной живописи Лу Таньвэя, поскольку копия свитка выполнена в манере характерной для живописи периода Юань и Мин.

Живший в V веке художник и теоретик Се Хэ, сформулировавший знаменитые «Шесть законов живописи» (люфа), отмечает, что «в применении всех шести законов наиболее искусными были Лу Таньвэй и Вэй Се». Один из самых ранних китайских художественных теоретиков и критиков, Чжан Яньюань (815—875), в своих «Записках о художниках разных эпох» посвятил отдельную главу творчеству четырёх мастеров древности: «Об искусстве письма кистью Гу, Лу, Чжана и У», в которой односложно характеризует различие в стиле трёх из них: «Чжан Сэнъю в портрете передаёт плоть, Лу Таньвэй — остов, Гу Кайчжи — дух». Другой танский теоретик, Чжу Цзинсюань (1-я половина IX века), в трактате «Заметки о прославленных мастерах периода Тан» причисляет произведения Лу Таньвэя к высшей категории живописи — «ипинь» наряду с работами Гу Кайчжи. Для более поздней китайской критики Лу Таньвэй был уже легендарным художником древности, чей авторитет в искусстве бесспорен. Китайская культурная традиция приписывала созданным им портретам способность передать душу изображаемого человека. Современные исследователи считают Лу Таньвэя основателем целой художественной школы, манера которой оказывала влияние на китайских художников раннего Средневековья довольно длительное время. Влияние «школы Лу» отмечено даже в росписях скульптуры Майцзишаня и Дуньхуана.

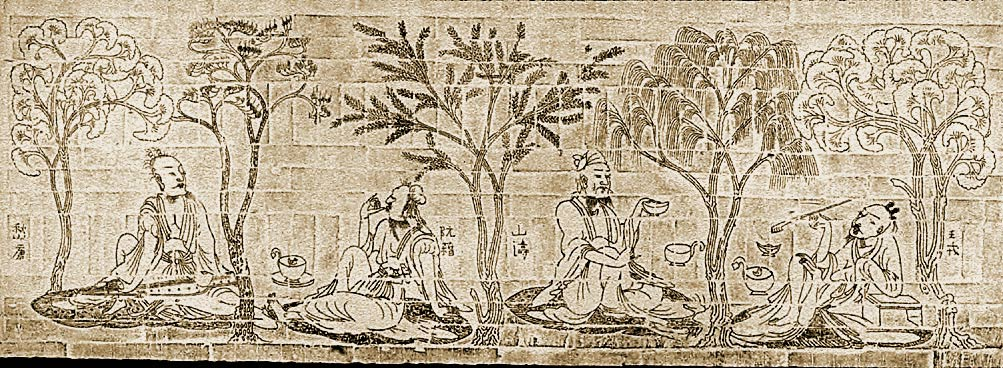
«Семь мудрецов из бамбуковой рощи и Жун Цици». Рельеф из гробницы Сишаньцяо, Наньцзин, пров. Цзянсу. Левая часть. V век. Музей провинции Цзянсу, Наньцзин.

Вероятно, Лу Таньвэй был не только живописцем, но и скульптором. Китайская глиняная скульптура была полихромной, расписной; художник раскрашивал глиняный манекен, прорисовывая черты лица и одежду. Характерными особенностями скульптуры периода правления императора Мин-ди были худощавые, безмятежные лица, прописанные острой линией, и эту манеру изображения современные исследователи связывают с именем Лу Таньвэя. В VI веке появляется другая манера, изобретение которой, следуя за характеристикой, данной художникам Чжан Яньюанем, приписывают Чжан Сэнъяо; для неё характерны округлые, полные лица. Исследователи отмечают, что обе манеры пережили своих авторов, и встречаются не только в искусстве периода Северных и Южных династий (420—588), но и в искусстве периода Тан (618—907).

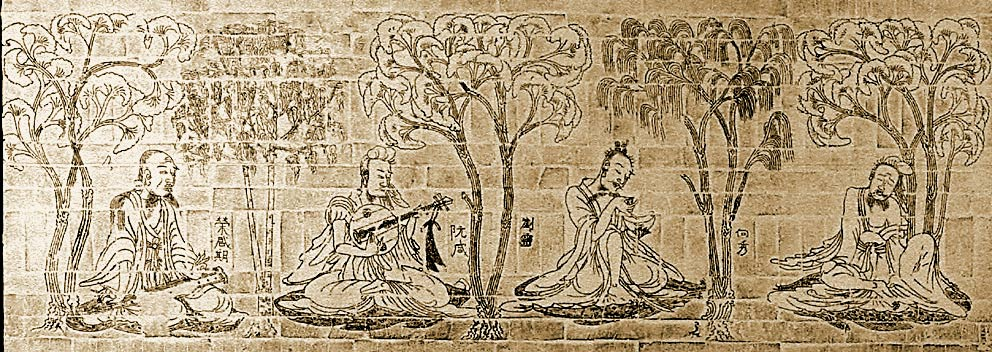
«Семь мудрецов из бамбуковой рощи и Жун Цици». Рельеф из гробницы Сишаньцяо, Наньцзин, пров. Цзянсу. Правая часть. V век. Музей провинции Цзянсу, Наньцзин.

Древние авторы считали Лу Таньвэя мастером живописи «одним штрихом», то есть он использовал тот же метод, что и каллиграфы, работающие в стиле скорописи — он мог одной линией обрисовать предмет, а рука художника не отрывалась до тех пор, пока картина не была закончена. Согласно древним источникам, главными темами его творчества были изображения исторических персонажей и буддийская религиозная живопись. По всей вероятности художник в основном расписывал стены храмов, однако все его работы погибли. Среди созданных Лу Таньвэем произведений Чжан Яньюань в своём трактате упоминает картину «Семь мудрецов бамбуковой рощи» а также портрет древнего культурного героя, имевшего статус «бессмертного», Жуна Цици с Конфуцием и его любимым учеником Янь Хуэем. Некоторые исследователи высказывают предположение, что знаменитое и самое древнее изображение «Семи мудрецов из бамбуковой рощи и Жуна Цици», которое обнаружено в кирпичной стене гробницы Сишаньцяо (Наньцзин, пров. Цзянсу), также является произведением Лу Таньвэя. Во всяком случае, манера, в которой эти рельефы выполнены, находится в русле творчества Лу.
Древние источники сообщают, что у Лу Таньвэя было трое сыновей — Суй, Хун и Су, которые пошли по стопам отца, став художниками.